# Чайна Оупън
Чайна Оупън (на английски: China Open) е професионален турнир по тенис за мъже и жени, провеждан в Пекин, Китай.
Мъжкият турнир е част от Международната серия на АТП, а женският е от WTA 1000. Мачовете се играят на открит корт с твърда настилка в Тенис Център Пекин. Турнирът се провежда през месец септември като първо играят мъжете, а после жените. 

## История
турнирът за мъже се провежда от 1993 г., а за жени от 2004 г.
Предишното име на турнира е Пекин Салем Оупън (Beijing Salem Open)
Рекордьор по брой титли при мъжете е Майкъл Ченг – три.
През 2006 г. Чайна Оупън става първия турнир извън Съединените щати, който използва системата „Ястребово око“ (Hawk-Eye). 

## Шампиони

### Мъже сингъл
| Година    | Шампион                                       | Финалист                                      | Резултат                                      |
| --------- | --------------------------------------------- | --------------------------------------------- | --------------------------------------------- |
| 2024      | Карлос Алкарас                                | Яник Синер                                    | 6 – 7(8–6), 6 – 4, 7 – 6(7–3)                 |
| 2023      | Яник Синер                                    | Даниил Медведев                               | 7 – 6(7–2), 7 – 6(7–2)                        |
| 2022      | Турнирът на се провежда (пандемията КОВИД-19) | Турнирът на се провежда (пандемията КОВИД-19) | Турнирът на се провежда (пандемията КОВИД-19) |
| 2021      | Турнирът на се провежда (пандемията КОВИД-19) | Турнирът на се провежда (пандемията КОВИД-19) | Турнирът на се провежда (пандемията КОВИД-19) |
| 2020      | Турнирът на се провежда (пандемията КОВИД-19) | Турнирът на се провежда (пандемията КОВИД-19) | Турнирът на се провежда (пандемията КОВИД-19) |
| 2019      | Доминик Тийм                                  | Стефанос Циципас                              | 3 – 6, 6 – 4, 6 – 1                           |
| 2018      | Николоз Басилашвили                           | Хуан Мартин дел Потро                         | 6 – 4, 6 – 4                                  |
| 2017      | Рафаел Надал                                  | Ник Кириос                                    | 6 – 2, 6 – 1                                  |
| 2016      | Анди Мъри                                     | Григор Димитров                               | 6 – 4, 7 – 6(7–2)                             |
| 2015      | Новак Джокович                                | Рафаел Надал                                  | 6 – 2, 6 – 2                                  |
| 2014      | Новак Джокович                                | Томаш Бердих                                  | 6 – 0, 6 – 2                                  |
| 2013      | Новак Джокович                                | Рафаел Надал                                  | 6 – 3, 6 – 4                                  |
| 2012      | Новак Джокович                                | Жо-Вилфрид Цонга                              | 7 – 6(7–4), 6 – 2                             |
| 2011      | Томаш Бердих                                  | Марин Чилич                                   | 3 – 6, 6 – 4, 6 – 1                           |
| 2010      | Новак Джокович                                | Давид Ферер                                   | 6 – 2, 6 – 4                                  |
| 2009      | Новак Джокович                                | Марин Чилич                                   | 6 – 2, 7 – 6(7–4)                             |
| 2008      | Анди Родик                                    | Дуди Села                                     | 6 – 4, 6 – 7(6–8), 6 – 3                      |
| 2007      | Фернандо Гонсалес                             | Томи Робредо                                  | 6 – 1, 3 – 6, 6 – 1                           |
| 2006      | Маркос Багдатис                               | Марио Анчич                                   | 6 – 4, 6 – 0                                  |
| 2005      | Рафаел Надал                                  | Гилермо Кория                                 | 5 – 7, 6 – 1, 6 – 2                           |
| 2004      | Марат Сафин                                   | Михаил Южни                                   | 7 – 6(7–4), 7 – 5                             |
| 1998–2003 | Турнирът не се провежда                       | Турнирът не се провежда                       | Турнирът не се провежда                       |
| 1997      | Джим Къриър                                   | Магнус Густафсон                              | 7 – 6(10–12), 3 – 6, 6 – 3                    |
| 1996      | Грег Руседски                                 | Мартин Дам                                    | 7 – 6(7–5), 6 – 4                             |
| 1995      | Майкъл Ченг                                   | Ренцо Фурлан                                  | 7 – 5, 6 – 3                                  |
| 1994      | Майкъл Ченг                                   | Андерс Ярид                                   | 7 – 5, 7 – 5                                  |
| 1993      | Майкъл Ченг                                   | Грег Руседски                                 | 7 – 6(7–5), 6 – 7(6–8), 6 – 4                 |

### Мъже двойки
| Година | Шампиони                         | Финалисти                       | Резултат                 |
| ------ | -------------------------------- | ------------------------------- | ------------------------ |
| 2007   | Рик де Воест Ашли Фишър          | Крис Хагард Лу Йенсюн           | 6 – 7, 6 – 0, 10 – 6     |
| 2006   | Марио Анчич Махеш Бупати         | Михаел Берер Кенет Карлсен      | 6 – 4, 6 – 3             |
| 2005   | Джъстин Гимелстоб Натан Хийли    | Дмитрий Турсунов Михаил Южни    | 4 – 6, 6 – 3, 6 – 2      |
| 2004   | Джъстин Гимелстоб Грейдън Оливър | Алекс Богомолов Мл. Тейлър Дент | 4 – 6, 6 – 4, 7 – 6(8–6) |

### Жени сингъл
| Година | Шампион                              | Финалист                             | Резултат                             |
| ------ | ------------------------------------ | ------------------------------------ | ------------------------------------ |
| 2023   | Ига Швьонтек                         | Людмила Самсонова                    | 6 – 2, 6 – 2                         |
| 2022   | Не се провежда (пандемията КОВИД-19) | Не се провежда (пандемията КОВИД-19) | Не се провежда (пандемията КОВИД-19) |
| 2021   | Не се провежда (пандемията КОВИД-19) | Не се провежда (пандемията КОВИД-19) | Не се провежда (пандемията КОВИД-19) |
| 2020   | Не се провежда (пандемията КОВИД-19) | Не се провежда (пандемията КОВИД-19) | Не се провежда (пандемията КОВИД-19) |
| 2019   | Наоми Осака                          | Ашли Барти                           | 3 – 6, 6 – 3, 6 – 2                  |
| 2018   | Каролине Возняцки                    | Анастасия Севастова                  | 6 – 3, 6 – 3                         |
| 2017   | Каролин Гарсия                       | Симона Халеп                         | 6 – 4, 7 – 6(7–3)                    |
| 2016   | Агнешка Радванска                    | Джоана Конта                         | 6 – 4, 6 – 2                         |
| 2015   | Гарбине Мугуруса                     | Тимеа Бачински                       | 7 – 5, 6 – 4                         |
| 2014   | Мария Шарапова                       | Петра Квитова                        | 6 – 4, 2 – 6, 6 – 3                  |
| 2013   | Серена Уилямс                        | Йелена Янкович                       | 6 – 2, 6 – 2                         |
| 2012   | Виктория Азаренка                    | Мария Шарапова                       | 6 – 3, 6 – 1                         |
| 2011   | Агнешка Радванска                    | Андреа Петкович                      | 7 – 5, 0 – 6, 6 – 4                  |
| 2010   | Каролине Возняцки                    | Вера Звонарьова                      | 6 – 3, 3 – 6, 6 – 3                  |
| 2009   | Светлана Кузнецова                   | Агнешка Радванска                    | 6 – 2, 6 – 4                         |
| 2008   | Йелена Янкович                       | Светлана Кузнецова                   | 6 – 3, 6 – 2                         |
| 2007   | Агнеш Савай                          | Йелена Янкович                       | 6 – 7, 7 – 5, 6 – 2                  |
| 2006   | Светлана Кузнецова                   | Амели Моресмо                        | 6 – 4, 6 – 0                         |
| 2005   | Мария Кириленко                      | Анна-Лена Грьонефелд                 | 6 – 3, 6 – 4                         |
| 2004   | Серина Уилямс                        | Светлана Кузнецова                   | 4 – 6, 7 – 5, 6 – 4                  |

### Жени двойки
| Година | Шампиони                                | Финалисти                      | Резултат          |
| ------ | --------------------------------------- | ------------------------------ | ----------------- |
| 2007   | Джуан Дзя-жун Сиун Шу-уей               | Хан Синюн Сю И-Фан             | 7 – 6(7–1), 6 – 3 |
| 2006   | Вирхиния Руано Паскуал Паола Суарес     | Анна Чакветадзе Елена Веснина  | 6 – 2, 6 – 4      |
| 2005   | Нурия Лагостера Вивес Мария Венто-Кабчи | Ян Дзъ Джън Дзие               | 6 – 2, 6 – 4      |
| 2004   | Емануел Галярди Динара Сафина           | Гизела Дулко Мария Венто-Кабчи | 6 – 4, 6 – 4      |